# 다니엘레 가로초
다니엘레 가로초(이탈리아어: Daniele Garozzo, [daˈnjɛːle ɡaˈrɔttso], 1992년 8월 4일~)는 이탈리아의 펜싱 선수로 주 종목은 플뢰레이다. 올림픽에서 개인전 금메달과 은메달 1개씩 획득했으며, 세계 선수권 대회에서 금메달 3개를 획득했다.

## 경력
아치레알레에서 태어났으며, 형인 엔리코도 펜싱 선수이다. 2008년 고향인 아치레알레에서 열린 2008년 세계 주니어 펜싱 선수권 대회 17세 이하 플뢰레 개인전에서 그리스의 니콜라오스 콘도흐리스토풀로스를 꺾고 우승을 차지했고, 2011년과 2012년 세계 주니어 선수권 대회에서 은메달을 획득했다. 2013년에는 카잔에서 열린 2013년 하계 유니버시아드에 참가하였다. 이 대회 개인전에서 준결승까지 진출했으나 러시아의 알렉세이 체레미시노프에게 패하여 동메달을 획득했다. 2015년에는 앵테르나시오날 드 파리 은메달을 획득하며 월드컵 개인전 첫 메달을 획득했다. 2015년 유럽 펜싱 선수권 대회에서는 결승에서 안드레아 카사라에게 패배하여 은메달을 획득했다.
2024년 4월 심장 이상을 이유로 현역 은퇴를 선언했다.